# Mikail
Mikail (arabă ميخائيل), Mikhail (arabă ميكائيل), sau Mikael, este în Islam echivalentul arhanghelului biblic Mihail. Mikail este menționat o singură dată în Coran: conform legendei, el și Jibril (Gavriil) au fost primii îngeri care au ascultat porunca lui Dumnezeu de a se închina lui Adam. Cei doi au purificat inima lui Mohamed inainte de înălțarea acestuia la cer. Se spune că în anul 624 d.Hr. tot el i-a ajutat pe musulmani să obțină prima lor mare victorie în Arabia.